# Résolution 55 du Conseil de sécurité des Nations unies
Membres permanents
- Chine
- États-Unis
- France
- Royaume-Uni
- URSS

Membres non permanents
- Argentine
- Belgique
- Canada
- Colombie
- Syrie
- RSS d'Ukraine

Résolution no 54 Résolution no 56
La résolution 55 du Conseil de sécurité des Nations unies  est une résolution du Conseil de sécurité des Nations unies adoptée le 29 juillet 1948.
Cette résolution relative à la question indonésienne, invite les gouvernements des Pays-Bas et de l'Indonésie à appliquer l'accord de trêve du Renville. 
La résolution a été adoptée.
Les abstentions sont celles de la république socialiste soviétique d'Ukraine et de l'Union des républiques socialistes soviétiques.

## Texte
- Résolution 55 sur fr.wikisource.org
- Résolution 55 sur en.wikisource.org